# Pianola (powieść)
 Pianola (tytuł oryginalny: Player Piano) – futurystyczna antyutopia, opublikowana w 1952 roku. Jest pierwszą powieścią napisaną przez Kurta Vonneguta.
Książka w powierzchowny sposób opowiada o technologii stosowanej przez opisywane społeczeństwo i koncentruje się głównie na zagadnieniach natury socjologicznej. Opisywane zjawiska nierzadko przedstawiane są przez autora w ironiczny sposób, a on sam nie kryje postawy sentymentalnej do przeszłych czasów.

## Opis fabuły
Akcja książki toczy się w nieodległej (względem roku wydania) przyszłości, w której maszyny osiągnęły przewagę nad ludźmi. Praca ludzka została w tej rzeczywistości niemalże całkowicie zmarginalizowana i podporządkowana decyzjom maszyn. Postępujący proces mechanizacji doprowadził również do wytworzenia dwóch klas – inżynierów-menedżerów oraz nieinteligenckiej klasy niższej. Przydzielenie do klas odbywa się na drodze testu, przeprowadzanego przez nieomylne maszyny. Test ma za zadanie określenie współczynnika możliwości intelektualnych.
Rozwarstwienie społeczeństwa spowodowało, że członkowie klasy niższej zostają pozbawieni sensu życia. Ich perspektywą jest praca przy robotach naprawczo-remontowych, lub służba w wojsku. Pomimo pełnego dobrobytu materialnego, członkowie klasy niższej są  nieszczęśliwi.
Główny bohater, doktor Paul Proteus jest niezwykle obiecującym młodym dyrektorem fabryk Ilium w stanie Nowy Jork. Postanawia on najpierw w bierny sposób, a następnie w czynny przeciwstawić się istniejącemu stanowi rzeczy. Uczestniczy w rewolucji, której wynikiem jest zniszczenie maszyn w mieście.
Efekty rewolucji są dla młodego naukowca druzgocące. Natura ludzka jest przewidywalna, a co gorsze cykliczna. Zaraz po zburzeniu maszyn ludzie znów chcą je odbudowywać, niemal natychmiast zapominając o przeszłości.